# Karol Nawrocki
Karol Tadeusz Nawrocki (kiejtéseⓘ, Gdańsk, 1983. március 3. –) lengyel történész és politikus, aki 2025 óta Lengyelország hetedik elnöke. 2021 és 2025 között a Nemzeti Emlékezet Intézetének vezetője volt. Korábban, 2017 és 2021 között a gdański Második Világháború Múzeumának igazgatójaként tevékenykedett.
Gdańskban született, Nawrocki a Gdański Egyetemen tanult történelmet, ahol 2013-ban doktorált az egykori Lengyel Népköztársaságban folytatott antikommunista tevékenységről írt értekezésével. Tudományos munkássága olyan témákra összpontosít, mint az antikommunista ellenállás, a szervezett bűnözés és a sporttörténet, amely szorosan kapcsolódik saját hátteréhez mint aktív ifjúsági sportoló, különösen a labdarúgás és az ökölvívás terén. Pályafutásának korai szakasza szorosan összefonódott olyan intézményekkel, amelyek Lengyelország történelmi emlékezetének megőrzésére és ápolására törekedtek. 2009-ben csatlakozott a Nemzeti Emlékezet Intézetéhez (IPN), és elismerést szerzett azért, hogy a lengyel történeti intézményeket hazafias és antikommunista narratíva felé terelte. 2024. november 24-én a Jog és Igazságosság (PiS) párt bejelentette, és független jelöltként támogatta őt a 2025-ös lengyel elnökválasztáson.
Nawrockit a június 1-jén tartott második fordulóban választották meg elnöknek, a szavazatok 50,89%-ával. 2025. augusztus 6-án iktatták be Lengyelország elnökévé. Elnöksége a lengyel politikai élet szélesebb körű átalakulását tükrözi, amelyben a nemzeti identitás, a történelmi értelmezés és a politikai szuverenitás kérdései uralják a közbeszédet. Míg választói a katolikusabb és konzervatívabb szemlélet miatt dicsérik, Nawrockit azzal is vádolják, hogy tovább mélyíti a megosztottságot, noha a kampány során ígéretet tett annak mérséklésére.

## Fordítás
Ez a szócikk részben vagy egészben  a   Karol Nawrocki című angol Wikipédia-szócikk ezen változatának fordításán alapul.  Az eredeti cikk szerkesztőit annak laptörténete sorolja fel. Ez a jelzés csupán a megfogalmazás eredetét és a szerzői jogokat jelzi, nem szolgál a cikkben szereplő információk forrásmegjelöléseként.